# Liste des châteaux gallois
Cette liste répertorie les principaux châteaux au pays de Galles, au Royaume-Uni.
Elle inclut les châteaux au sens large du terme, c'est-à-dire :
- les châteaux et châteaux forts (généralement bâtis en milieu rural, y compris chartreuses, gentilhommières, logis seigneuriaux, maisons fortes, manoirs).
- les palais (généralement bâtis en milieu urbain)
- les donjons
- les domaines viticoles, présentant un édifice répondant à la définition de château quel que soit leur état de conservation (ruines, bâtiments d'origine ou restaurés) et leur statut (musée, propriété privée, ouvert ou non à la visite).

Elle exclut :
- les citadelles
- les domaines viticoles qui n'ont de château que le nom, en l'absence d'édifice répondant à la définition de château.

## Comté d'Anglesey

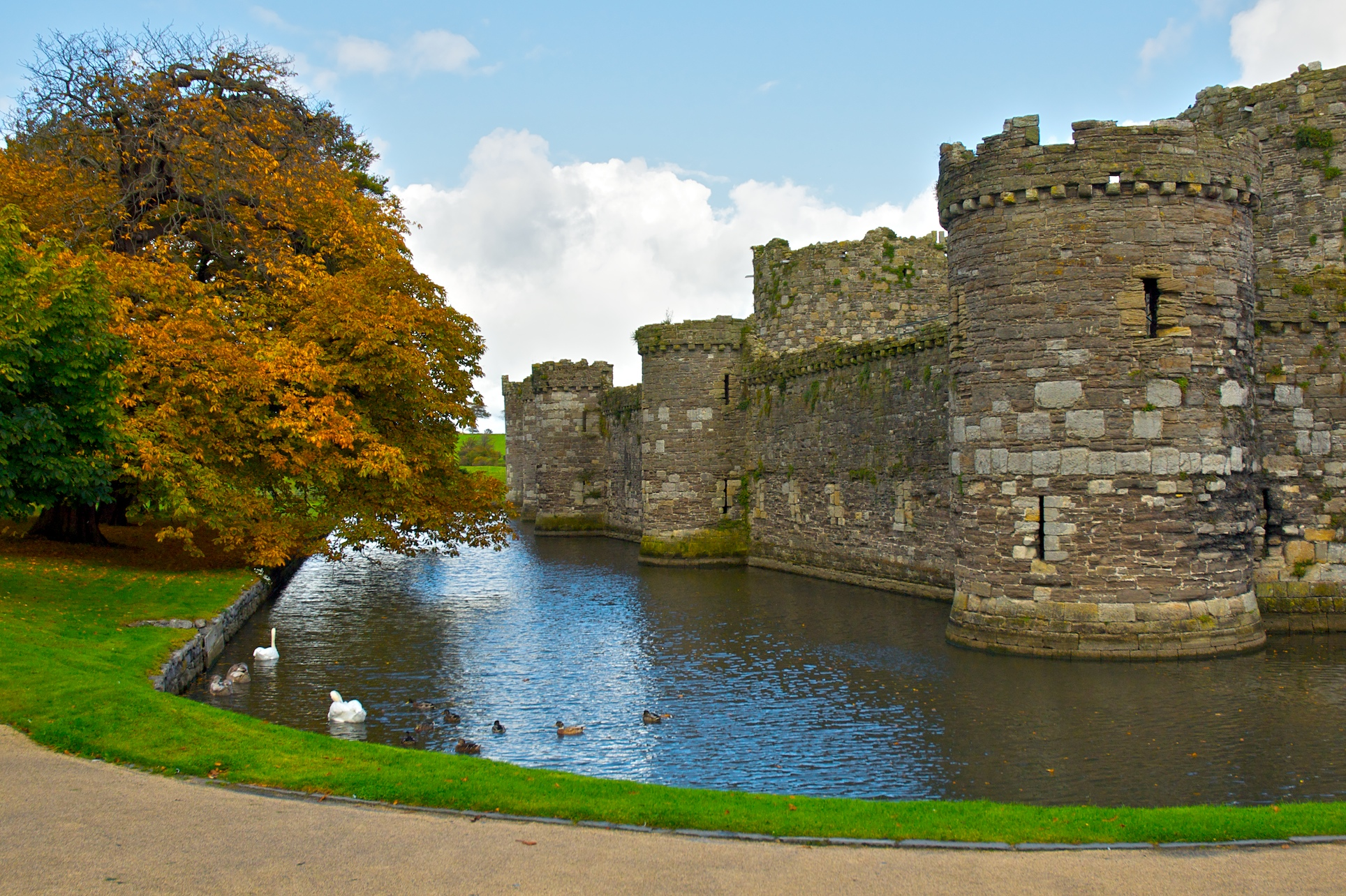
Château de Beaumaris.

- Castell Aberlleiniog (XIIe siècle)
- Château de Beaumaris (XIIIe siècle)

## County borough deBridgend

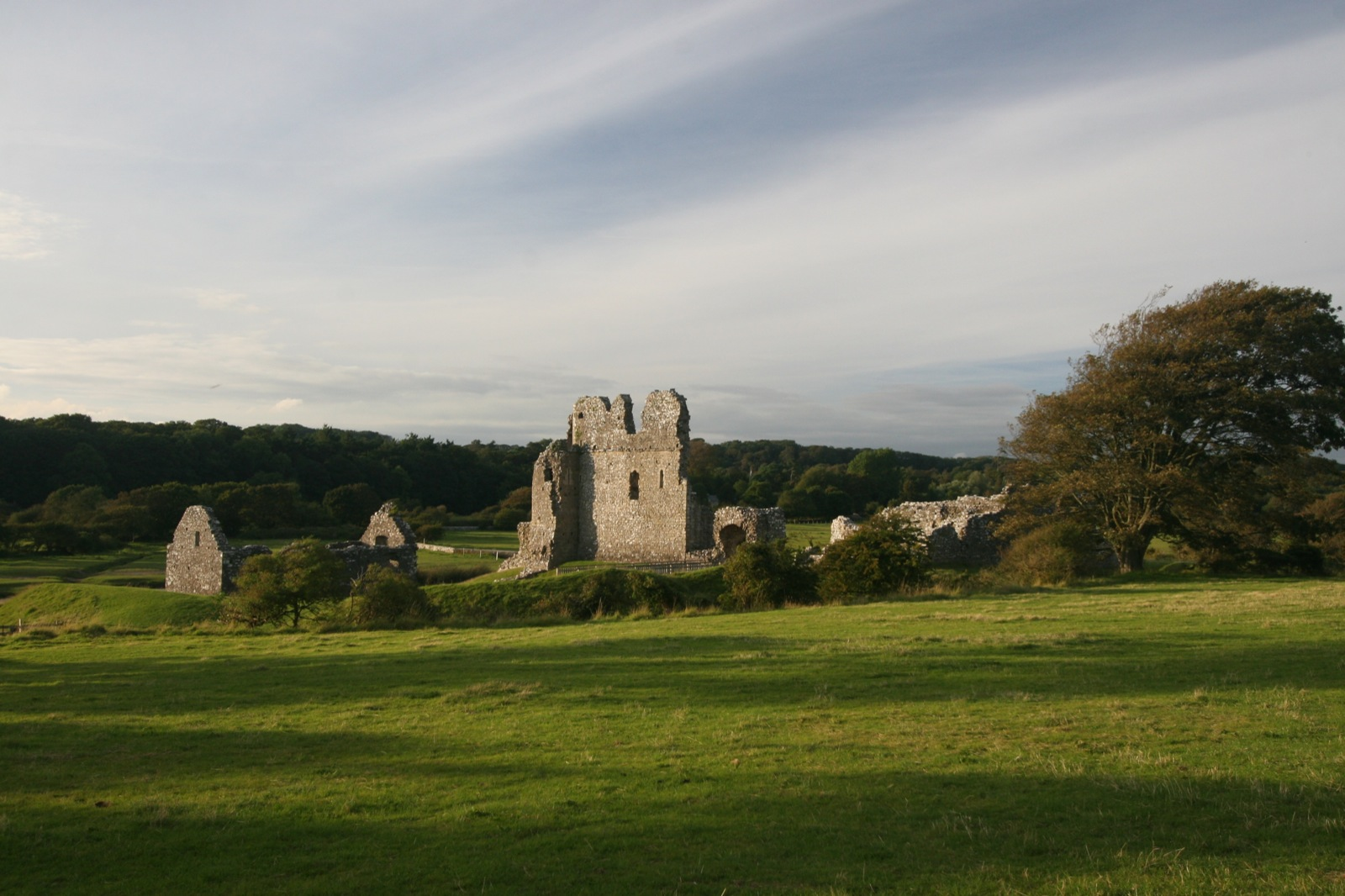
Château d'Ogmore.

- Château de Candleston (XIVe siècle)
- Château de Coity (XIIe siècle)
- Château de Kenfig (XIe siècle)
- Château de Newcastle (XIIe siècle)
- Château d'Ogmore (XIIe siècle)

## County borough deCaerphilly

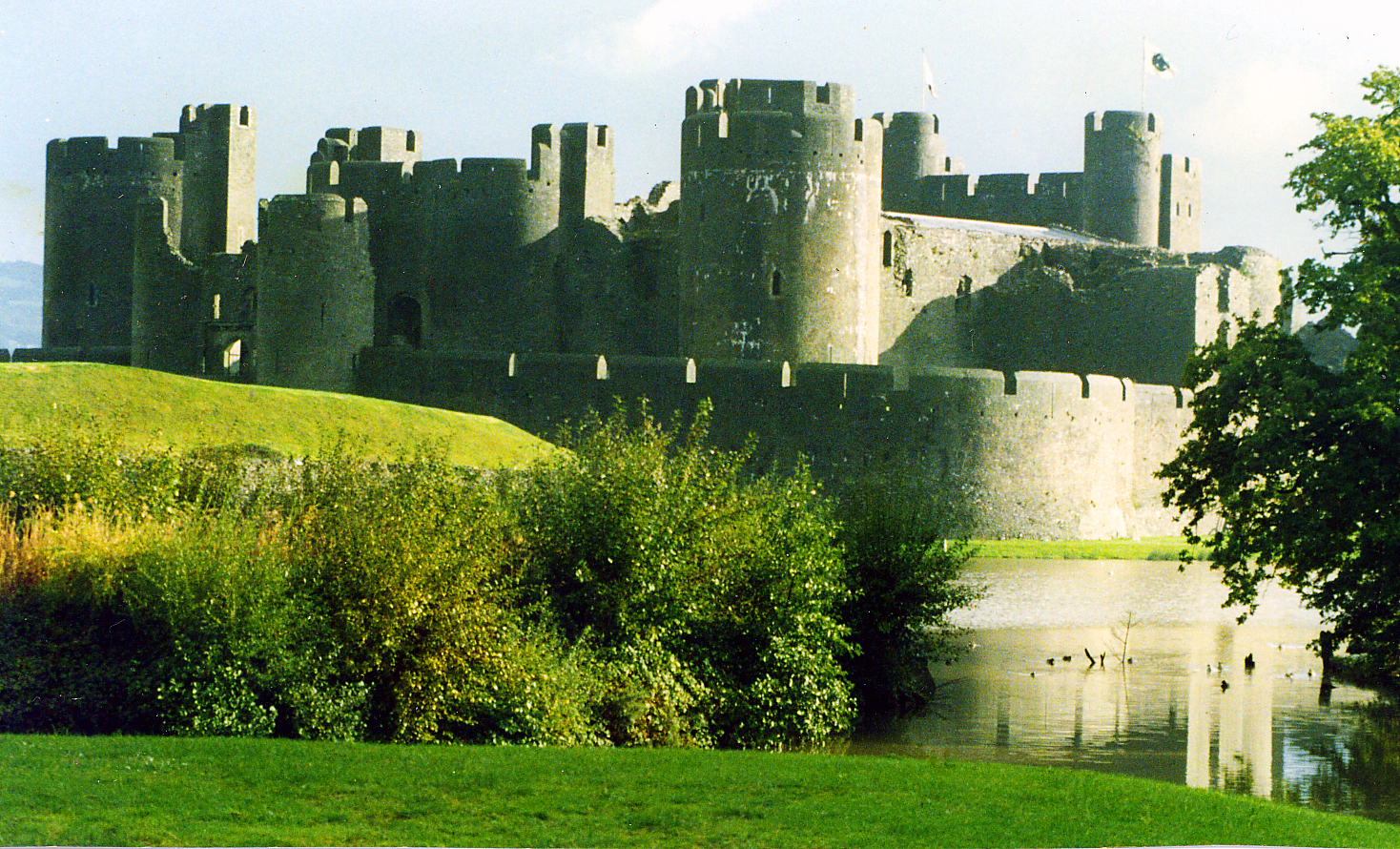
Château de Caerphilly.

- Château de Caerphilly (XIIIe – XIVe siècles)
- Château de Morgraig (en)
- Château de Ruperra (XVIIe siècle)

## Cardiff
- Château de Cardiff
- Château Coch
- Château de St Fagans (en)

## Comté deCarmarthenshire
- Château de Carmarthen
- Château de Carreg Cennen
- Château de Dinefwr
- Château de Dryslwyn
- Château de Kidwelly
- Château de Laugharne
- Château de Llandovery
- Château de Moel (en)
- Château de Newcastle Emlyn

## Ceredigion
- Château d'Aberdyfi (en)
- Château d'Aberystwyth
- Château de Cardigan (en)
- Château de Cilgerran
- Château de Dinerth (en)
- Château de Gwallter (en)
- Château de Lampeter (en)

## County borough deConwy
- Château de Conwy (XIIIe siècle)
- Château de Deganwy (XIIIe siècle)
- Château de Dolwyddelan (en)
- Château de Gwrych (en)
- Château de Gwydir (en)

## Comté deDenbighshire
- Château de Bodelwyddan
- Château de Denbigh (en)
- Château de Dinas Brân (en)
- Château de Rhuddlan (XIIIe siècle)
- Château de Ruthin (en)
- Château de Twthill (en)
- Château de Prestatyn (en)

## Comté deFlintshire
- Château de Caergwrle (en)
- Château d'Ewloe (en)
- Château de Flint (XIIIe siècle)
- Château de Hawarden (en)
- château de Mold (en)

## Comté deGlamorgan

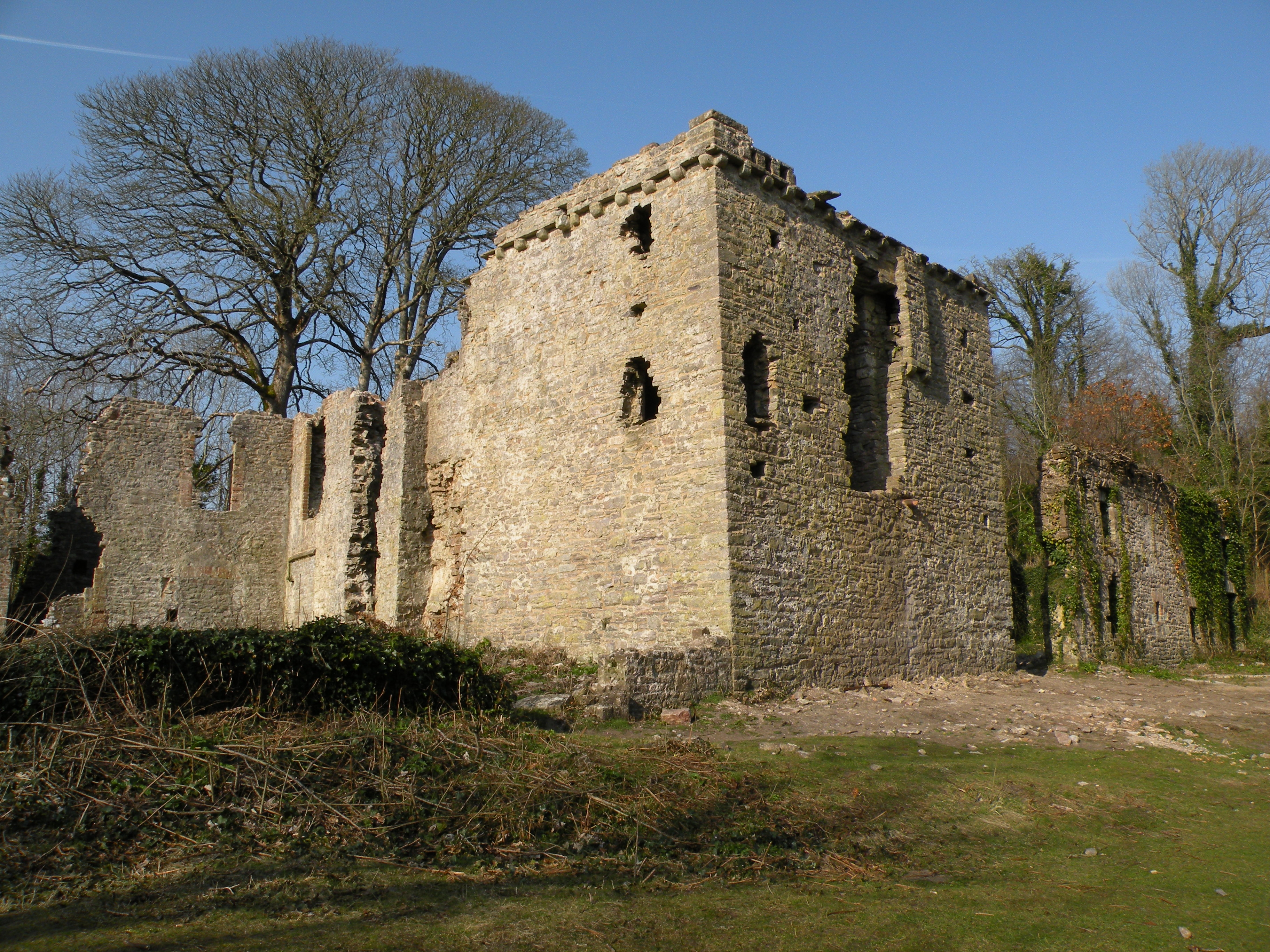
Ruines du château de Candleston en 2009.

- Château de Barry (en)
- Château de Candleston
- Château de Fonmon (en)
- Château de Hensol (en)
- Château d'Old Beaupre (en)
- Château de Saint Donat's
- Château de St Quintins (en)

## Comté deGwynedd
- Château de Bryn Bras
- Château de Caernarfon (XIIIe siècle)
- Château de Carndochan (en)
- Château de Criccieth (en)
- Château de Dolbadarn
- Château de Harlech (XIIIe siècle)
- Château de Penrhyn (en)
- Castell y Bere (en)

## Comté deMonmouthshire
- Château d'Abergavenny
- Château Arnallt (en)
- Château Blanc
- Château de Chepstow (en)
- Château de Caldicot (XIIe – XVe siècles)
- Château de Grosmont
- Château de Monmouth
- Château de Pen y Clawdd (en)
- Château de Raglan
- Château de Skenfrith
- Château d'Usk (en)

## Comté deNeath Port Talbot
- Château de Neath (en)

## Newport
- Château de Newport (en)

## Comté dePembrokeshire
- Château de Carew
- Château de Cilgerran
- Château de Dale (XIIIe siècle)
- Château de Haverfordwest (en)
- Château de Llawhaden (XIIe – XIVe siècles)
- Château de Manorbier (en)
- Château de Narberth (en)
- Château de Pembroke (XIIe – XIIIe siècles)
- Château de Picton
- Château de Roch (en)
- Château de Tenby (en)
- Château de Wiston

## Comté dePowys
- Château d'Aberedw (en)
- Château de Barland (en)
- Château de Blaenllyfni (en)
- Château de Bleddfa (en)
- Château de Buddugre (en)
- Château de Burfa (en)
- Château de Crug Eryr (en)
- Château de Dinas (en)
- Castell Du (en)
- Château de Nimble (en)
- Château de Colwyn (en)
- Château de Dolforwyn (en)
- Château de Montgomery (en)
- Château de Powis
- Château de Tinboeth (en)
- Château de Tretower (en)

## Swansea
- Château de Loughor
- Château d'Oxwich (en)
- Château d'Oystermouth
- Château de Pennard
- Château de Penrice
- Château de Swansea (en)
- Château de Weobley (en)

## Comté deWrexham
- Château de Chirk
- Château de Holt